# Talsperre Açafal
Die Talsperre Açafal (portugiesisch Barragem do Açafal) liegt in der Region Mitte Portugals im Distrikt Castelo Branco. Sie staut den Açafal, einen rechten (nördlichen) Nebenfluss des Tejo zu einem Stausee auf. Die Kleinstadt Vila Velha de Ródão befindet sich ungefähr vier Kilometer südlich der Talsperre.
Mit dem Projekt zur Errichtung der Talsperre wurde im Jahre 1997 begonnen. Der Bau wurde 2004 fertiggestellt. Die Talsperre dient der Bewässerung. Sie ist im Besitz der Direcção Regional de Agricultura da Beira Interior (DRABI).

## Absperrbauwerk
Das Absperrbauwerk besteht aus einem Staudamm mit einer Höhe von 29 m über der Gründungssohle (26 m über dem Flussbett). Die Dammkrone liegt auf einer Höhe von 116 m über dem Meeresspiegel. Die Länge der Dammkrone beträgt 121 m und ihre Breite 7,5 m. Das Volumen des Staudamms umfasst 138.000 m³.
Der Staudamm verfügt sowohl über einen Grundablass als auch über eine Hochwasserentlastung. Über den Grundablass können maximal 1,5 m³/s abgeleitet werden, über die Hochwasserentlastung maximal 188 m³/s. Das Bemessungshochwasser liegt bei 192 m³/s; die Wahrscheinlichkeit für das Auftreten dieses Ereignisses wurde mit einmal in 1.000 Jahren bestimmt.

## Stausee
Beim normalen Stauziel von 112,6 m (maximal 114,75 m bei Hochwasser) erstreckt sich der Stausee über eine Fläche von rund 0,22 km² und fasst 1,79 Mio. m³ Wasser, die vollständig genutzt werden können.